# Sisyrinchium decumbens
Sisyrinchium decumbens är en irisväxtart som beskrevs av Pierfelice Ravenna. Sisyrinchium decumbens ingår i släktet gräsliljor, och familjen irisväxter. Inga underarter finns listade i Catalogue of Life.